# Stadsmolen (Venlo)

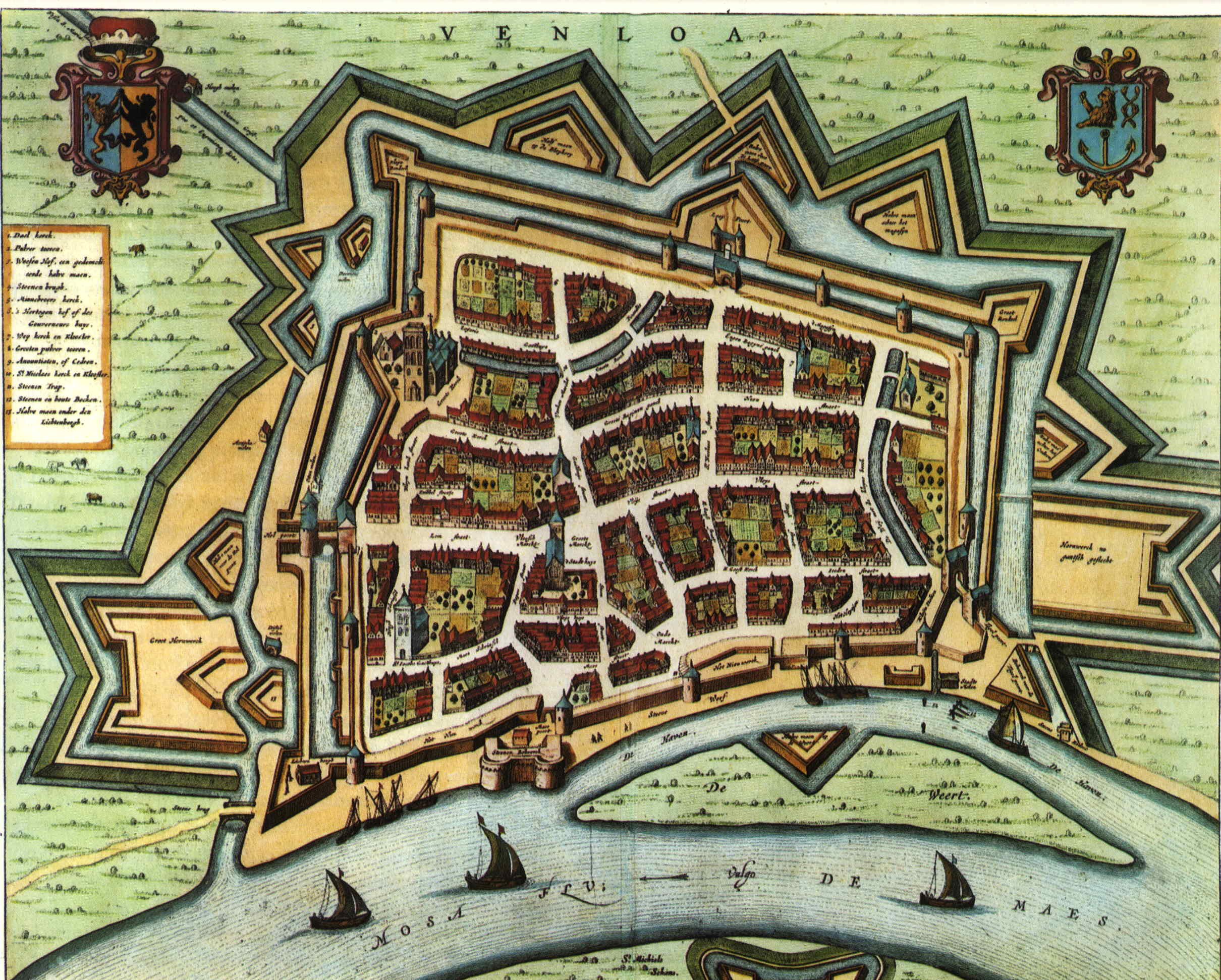
Kaart van Blaeu uit 1649 met de Stadsmolen aan de ingang van de haven

De Stadsmolen was een, vermoedelijk in 1558 gebouwde, watermolen in de Nederlandse stad Venlo.

## Locatie
De molen staat op een kaart van Joan Blaeu uit 1649. Hij stond bij de ingang van de haven waar de Sloterbeek, ter plaatse genoemd Kleine Beek, in de haven mondde. Hij lag buiten de stadsmuur, op de Werf, niet ver van de Tegelpoort.
In de 18e eeuw werden in de buurt van de Stadsmolen de vestingwerken grondig versterkt. De Stadsmolen werd afgebroken. De zijarm van de Maas die als haven fungeerde werd aan de bovenstroomse kant gedempt. Waar voordien het water de haven instroomde verrezen Bastion Reede en Bastion Le Roy en op de oever werd Bastion Roermond aangelegd. De Weerd, vroeger een eiland in de Maas, werd voorgoed schiereiland.
Benders Molen · Bovenste Molen · Distelmolen · Geërfdenmolen · Molen van Geurts · Goofersmolen · Goossensmolentje · Hellmolen · Holtmeule · Italiëmolen · Jansens Standerdmolen · Laaghuismolen · Lohofsmolen · Maagdenbergsmolen · Maalbekermolen · Molen van het Aldt Huys · De Meule · Munnikemolen · Oliemolen · Onderste Molen · Ottenmolen · Panhuismolen · Patersmolen · Peetersmolen · Picardiemolen · Polvermolen · Sint-Antoniusmolen · Spanjaertsmolen · Stadsmolen · Molen van Van der Steen · Rijstpelmolen Van Dinteren · Rosmolen Verzijl · Villegerveldsmolen · Watermeule · Watermolen Lomm · Weizemolen · Wymarse Molen